# Fer's Elsass
 (septembre 2011).
Si vous disposez d'ouvrages ou d'articles de référence ou si vous connaissez des sites web de qualité traitant du thème abordé ici, merci de compléter l'article en donnant les références utiles à sa vérifiabilité et en les liant à la section « Notes et références ».
Fer's Elsass (Pour l'Alsace en français), créée en 2002, était une association autonomiste alsacienne qui militait pour l'obtention d'un statut d'autonomie régionale pour l'Alsace ainsi que pour un bilinguisme intégral dans les écoles et dans l'administration locale. En 2009, Fer's Elsass a fusionné avec l'Union du peuple alsacien pour donner naissance à Unser Land.

## Présentation
Fer's Elsass est créé en 2002 par un dissident de l'Union du peuple alsacien. Initialement conçue comme un parti politique, l'association se dirige rapidement vers un mode d'action qu'elle définit comme du "culturel engagé", cherchant à établir une passerelle entre le mouvement culturel alsacien et les partis politiques.
À l'origine, elle est constituée exclusivement de jeunes et se donne pour but de rajeunir le mouvement autonomiste alsacien. 
L'association se fait connaître par plusieurs actions relayées par les médias régionaux et nationaux :
- pose de panneaux bilingues dans les communes d'Alsace (2004) ;
- manifestation à Strasbourg pour célébrer l'anniversaire de la constitution du 31 mai 1911 (2004) ;
- manifestation contre l'ouverture des magasins le Vendredi saint (2005) ;
- coorganisation de l'université d'été de la fédération Régions et peuples solidaires (2007).

L'association dispose d'une boutique dont certains produits sont vendus par la grande distribution alsacienne (groupe COOP Alsace).
Fer's Elsass était, entre 2007 et 2008, membre observateur de la fédération Régions et peuples solidaires.
En octobre 2009, Fer's Elsass a fusionné avec l'Union du peuple alsacien pour donner naissance à Unser Land.